# Xã Osnaburg, Quận Stark, Ohio
Xã Osnaburg (tiếng Anh: Osnaburg Township) là một xã thuộc quận Stark, tiểu bang Ohio, Hoa Kỳ. Năm 2010, dân số của xã này là 5.616 người.